# August van Dievoet

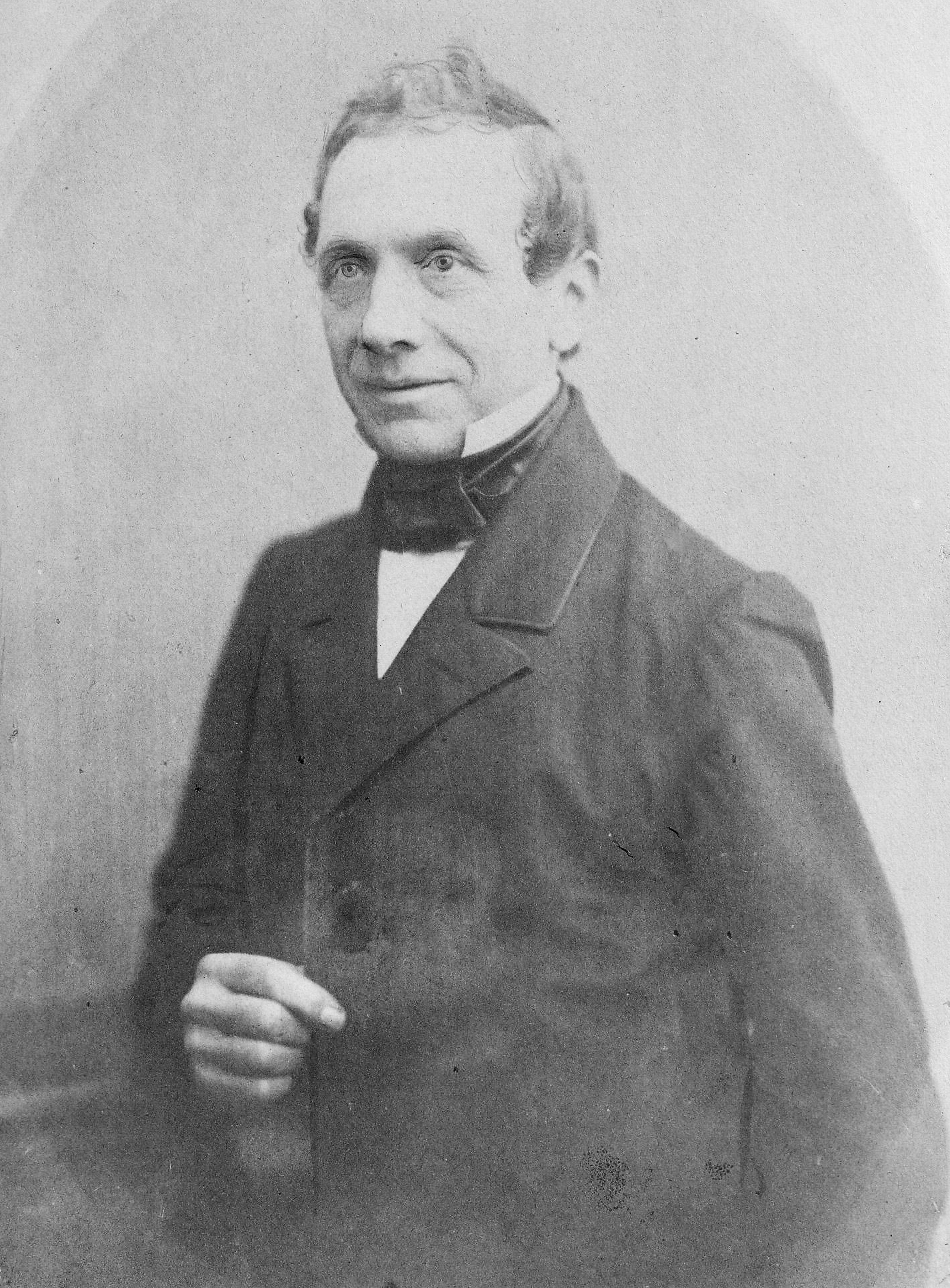
Porträt

August van Dievoet (* 3. Mai 1803 in Brüssel; † 31. Oktober 1865) war Rechtshistoriker, Richter und Rechtsanwalt am belgischen Kassationshof. 
Er studierte Rechtswissenschaften an der Reichsuniversität Löwen, wo er im Jahr 1827 seinen Doktor der Rechte machte. Er war Schüler von Leopold August Warnkönig, Johann Michael Franz Birnbaum und Friedrich Carl von Savigny.
Er legte seinen Eid als Rechtsanwalt am 7. April 1827 in der Zeit des Vereinigten Königreiches der Niederlande ab.
Er war der Sohn von Johann-Ludwig van Dievoet (1777–1854), Sekretär des Obersten Gerichts von Belgien, und Vater von Jules van Dievoet (1844–1917), ebenfalls Rechtsanwalt am Obersten Gericht in Brüssel.

## Werke
- Dissertatio inauguralis juridica de origine diversarum consuetudinum localium regni nostri, Lovanii, 1827 (Volltext in der Google-Buchsuche).
- De l’origine des diverses coutumes locales du royaume de Belgique, Louvain, Briard, 1848.
- De l’origine des diverses coutumes locales du royaume de Belgique, in: La Belgique Judiciaire, Band VI.